# Парра, Мигель
Мигель Парра Абриль (исп. Miguel Parra Abril; 1780, Валенсия — 1846, Мадрид) — испанский живописец, мастер натюрморта и портрета, придворный художник короля Фердинанда VII и королевы Изабеллы II.

## Биография
Родился в 1780 году в Валенсии, городе, известном своими художественными традициями, где уже два столетия существовала собственная школа натюрморта. В городе также имелась (и имеется до сих пор) собственная академия художеств — Академия изящных искусств Сан-Карлос, где Мигель Парра и учился живописи в мастерской натюрморта под руководством Бенито Эспидоса. Благодаря другому преподавателю  (и своему будущему зятю) — Висенте Лопесу Портанье, Парра также овладел искусством писать портреты. В 1803 году он был удостоен звания академика  (действительного члена) Академии изящных искусств Сан-Карлос по отделению «цветочной живописи», а в 1811 году стал академиком той же академии второй раз — по отделению исторической живописи.
Вероятно, опираясь на поддержку Портаньи, молодой и амбициозный Мигель Парра предпринял попытку сместить своего учителя Бенито Эспидоса с поста главы мастерской натюрморта (цветочной живописи) и занять его место. Когда это попытка потерпела неудачу, Парра уехал в Мадрид.
После окончания Наполеоновских войн он показал себя преданным роялистом. Вернувшемуся в Испанию королю Фердинанду VII Парра поднёс полотно, которое понравилось королю, который сделал Парру одним из нескольких своих придворных художников (эта должность, помимо прочего, позволяла получать постоянное жалование, в дополнение к обычной плате за картины, которые из-за этого, к тому же, взлетали в цене). После этого Парра получил от короля заказ написать серию картин, посвященных триумфальному въезду Фердинанда VII в Испанию, из которых он завершил лишь картины «Триумфальный въезд короля Фердинанда VII в Валенсию» и «Триумфальный въезд короля в Сарагосу» (город, сильнее прочих пострадавший от закончившейся войны). 
В 1821 году Парра вернулся из Мадрида в Валенсию, причём король назначил ему пенсию в размере 600 дукатов в год. В Валенсии он занял пост ректора Академии изящных искусств Сан-Карлос. Здесь он успешно совмещал ректорскую и преподавательскую деятельность с занятиями живописью. Помимо натюрмортов и портетов, Парра обратился также к фрескам, расписав в 1830-е годы своды трансепта церкви Сан-Хуан-Батиста (Святого Иоанна Крестителя) в городке Муро-де-Алькой поблизости от Валенсии.
Скончался Парра в 1846 году в Мадриде, уда отправился представить своего сына, Хосе Фелипе, королеве Изабеллы II. 
Сегодня работы Парры хранятся, в частности, в собраниях Музея изящных искусств Валенсии и мадридского музея Прадо.

## Галерея

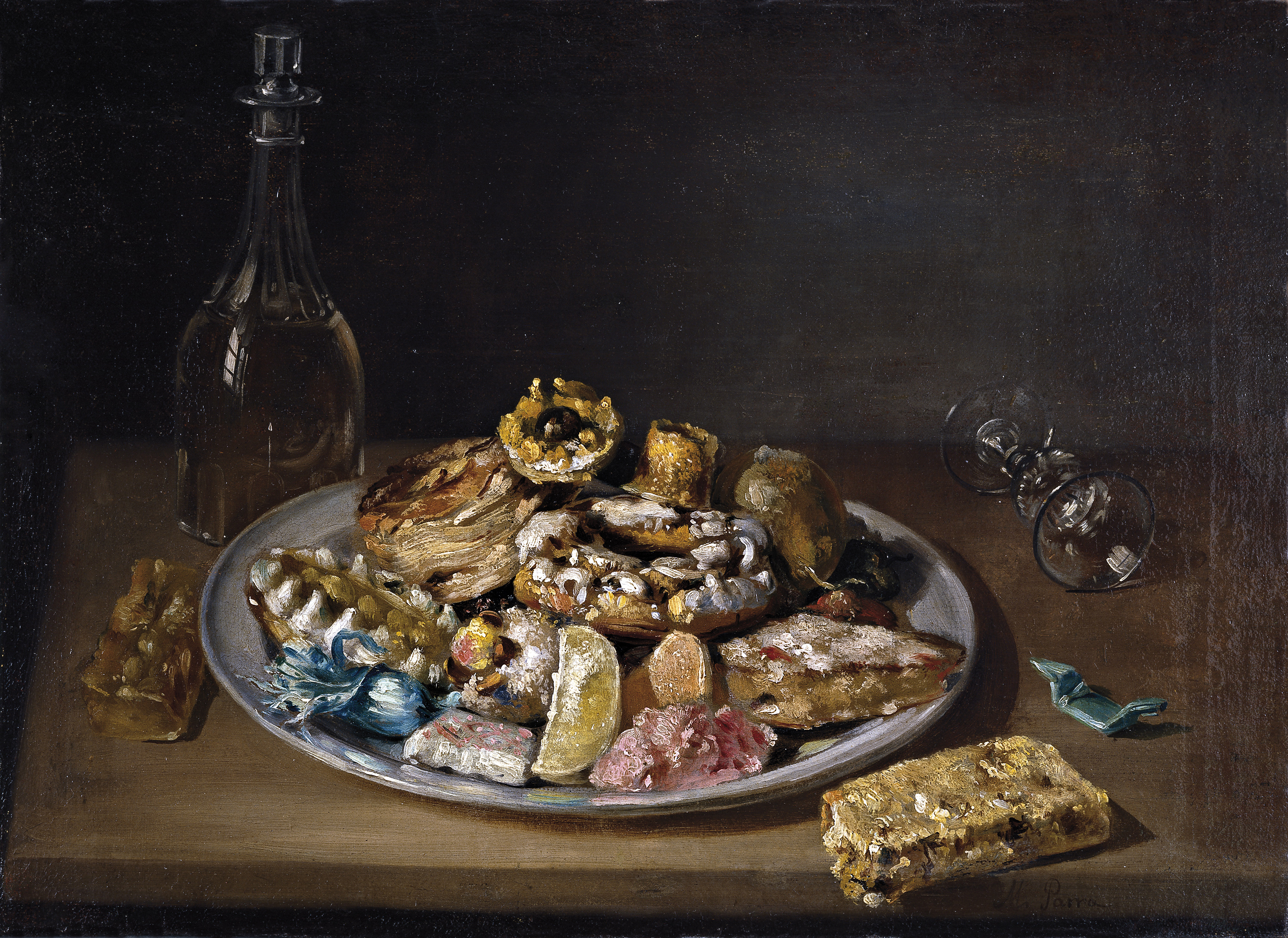
Блюдо сладостей.
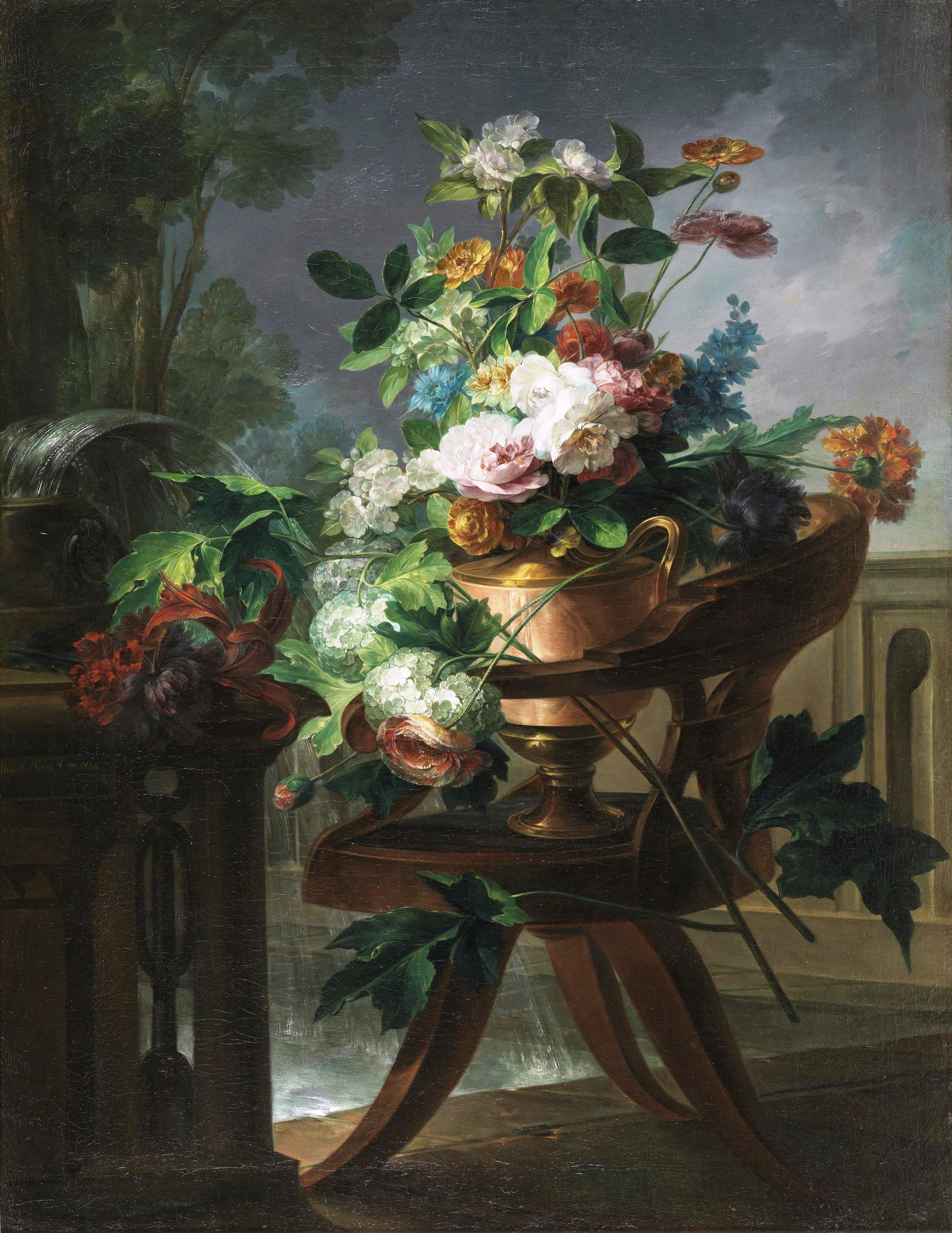
Букет цветов в вазе.
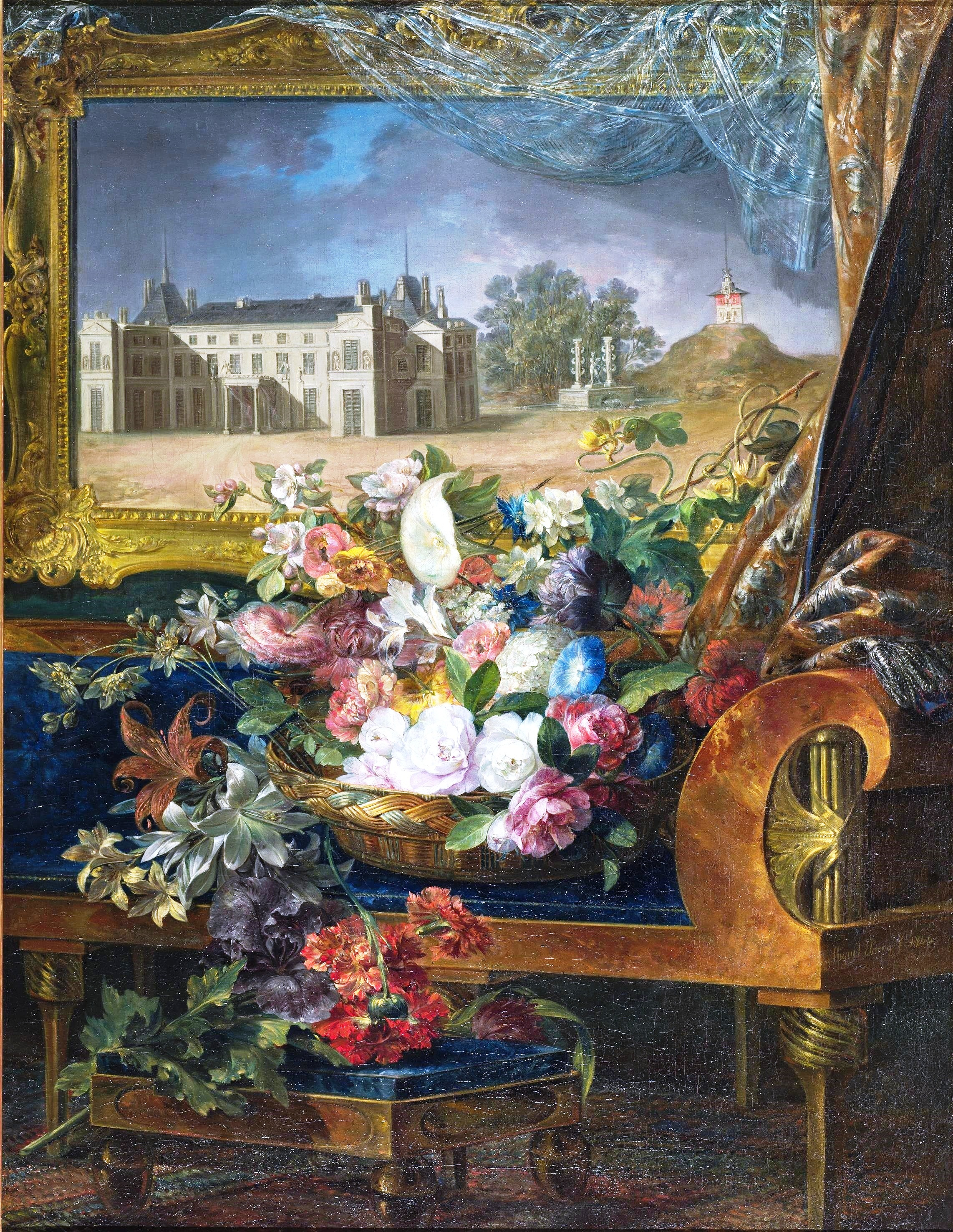
Букет цветов в корзине на фоне картины, изображающий Королевский дворец в Валенсии.
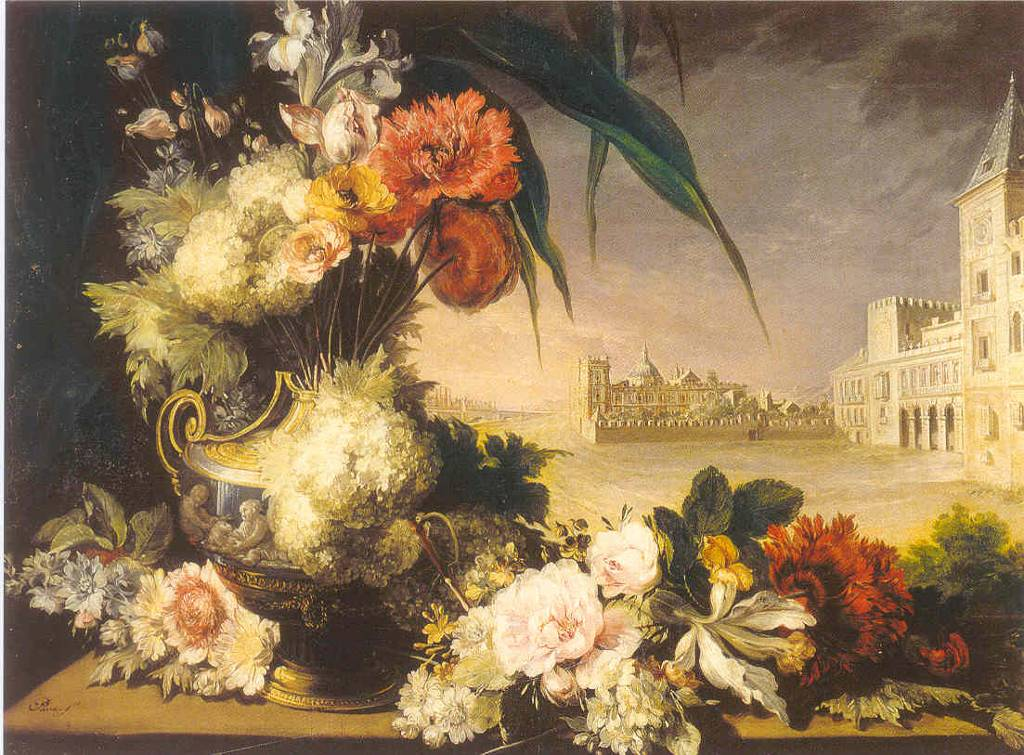
Цветы на фоне Королевского дворца в Валенсии (другой вариант).
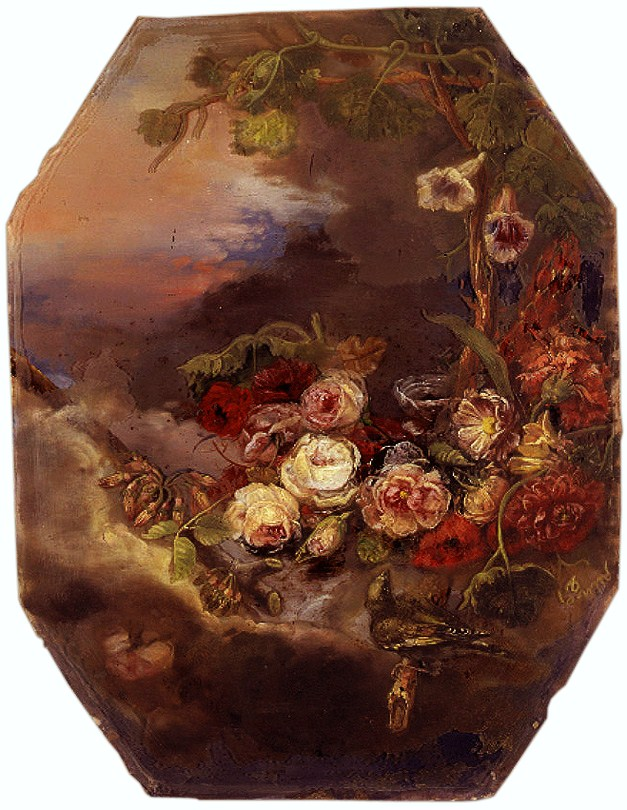
Птицы и цветы на фоне пейзажа.
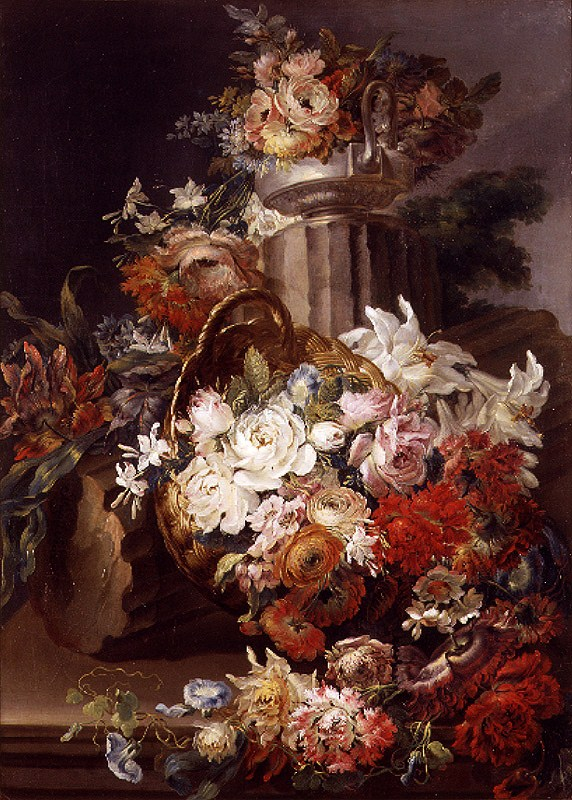
Цветы в корзине и в вазе на фоне античных руин.
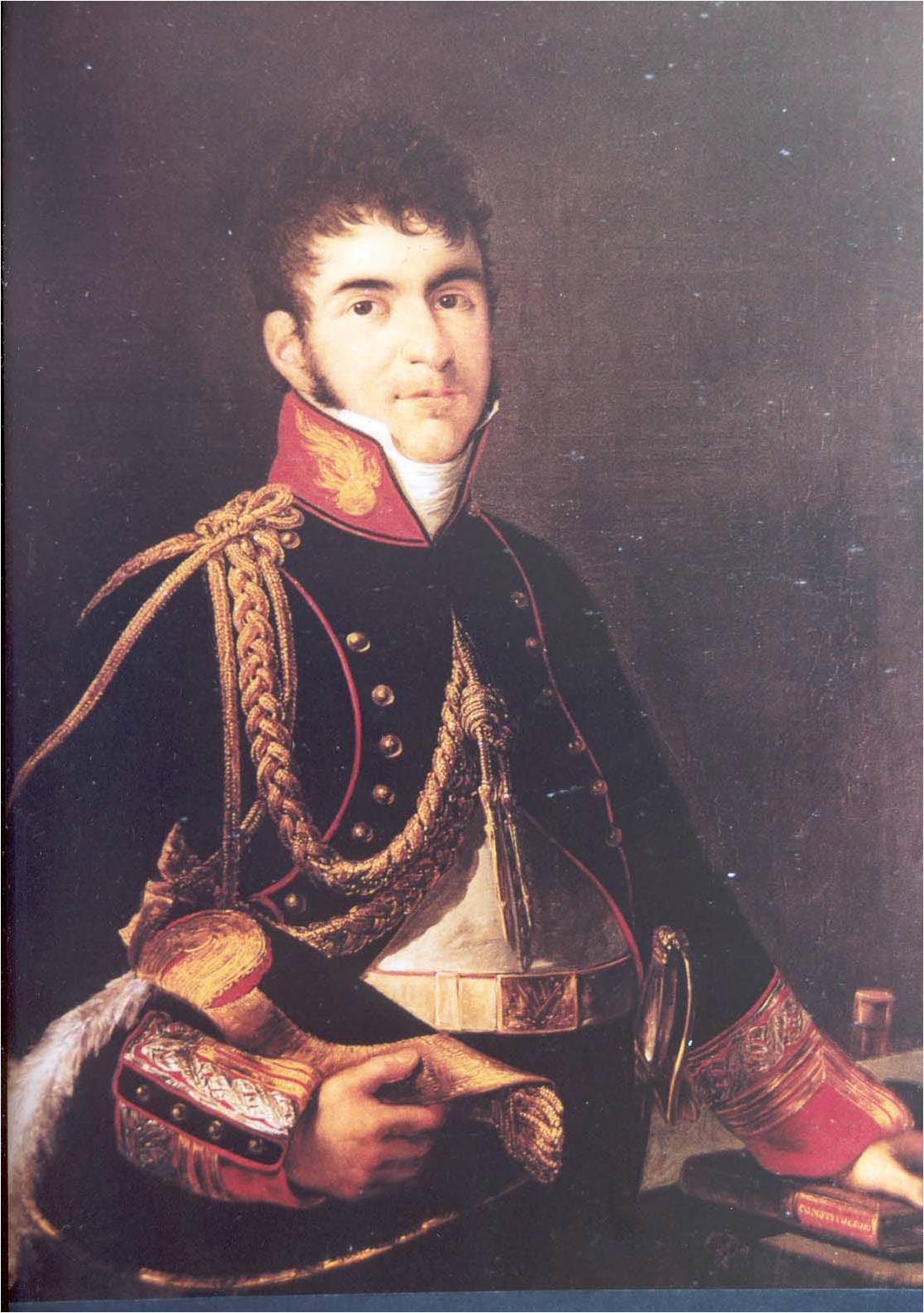
Портрет Ильдефонсо Диаса Альмодовара
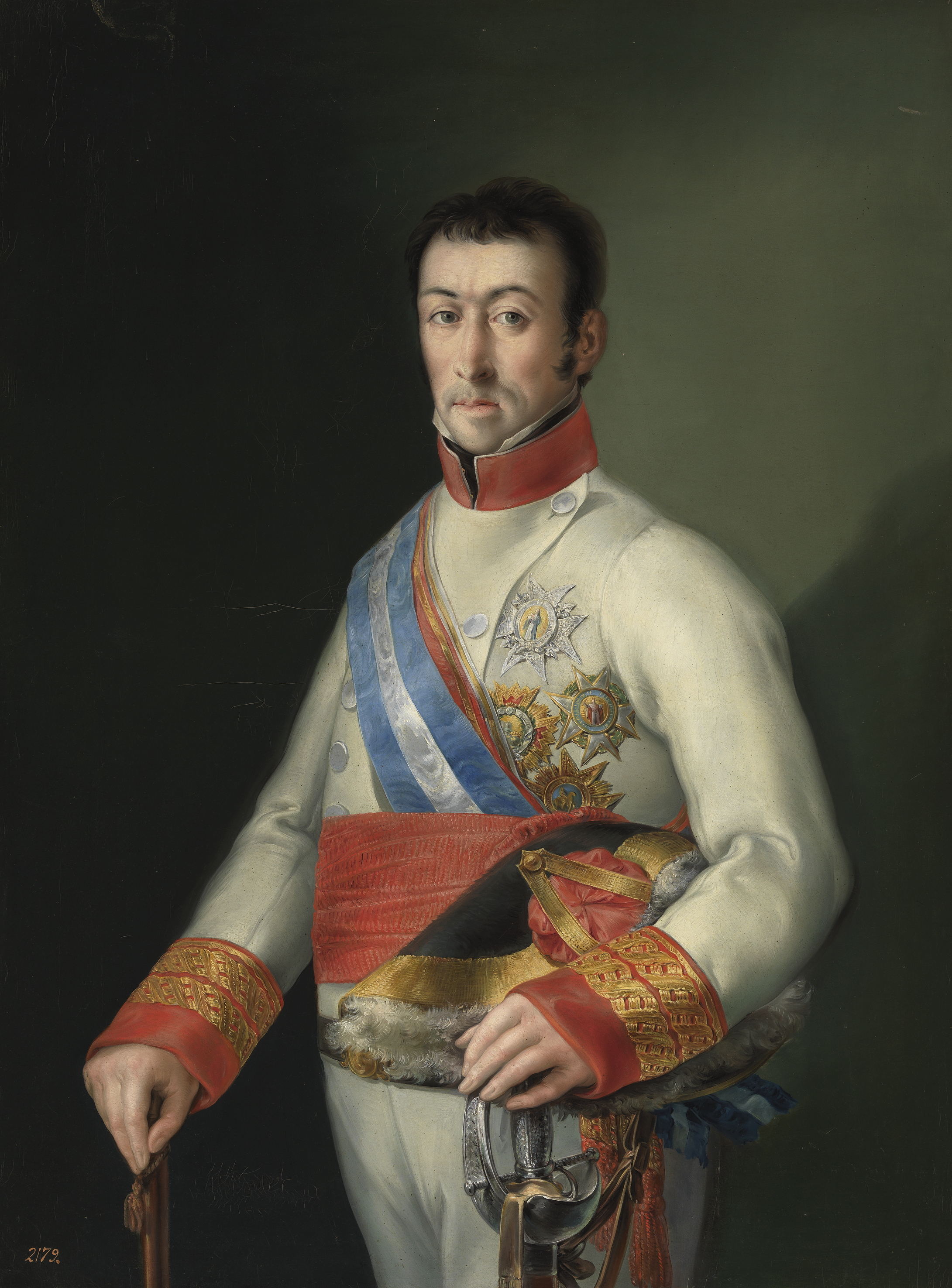
Портрет Франсиско Хавьера де Элио.